# Nepia SOUND WALK
nepia SOUND WALK（ネピア サウンドウォーク）とは、fm osakaとFM AICHIで1990年代に放送されていたラジオ番組。パーソナリティは玉川砂記子（放送当時は玉川紗己子）。nepia（ネピア。現王子ネピア）の一社提供番組としてスタート。放送末期はnepiaがスポンサーから撤退したため『SOUND WALK』のみになった。

## 概要
- 平日（月曜〜金曜）の午前中に放送していた20分の帯番組。オープニングにフリートークを挟んだ後テーマ（曜日ごとに異なったものになっていた）が発表され、CM（nepia提供時）後それにちなんだトークとその間に1曲（計4曲）の楽曲が流れるという構成だった。なお、その日に流れる楽曲はエンディングで発表されていた。
- パーソナリティの玉川のトークは、フリートークであってもどちらかというとナレーション的な堅い喋りをしていた（ただし、まれに自らの近況を語る際などはそうでないこともあった）。ただ、テーマに関するトークの際には、そのテーマのキャラクターになりきった喋りを披露したこともある。
- まれに玉川自身の歌っている曲が（主に4曲目で）流れることもあった。
- 放送局宛のお便りは、ハガキ以外にもFAXで送付可能になっていた。ハガキ・FAXとも各放送局宛に送ることができるようになっているという珍しい送付体系を採っていた。
- 1997年4月までFM AICHIでは当番組がfm osakaよりも先行放送されていた。これは11:00〜11:15に愛知県教育委員会提供の『愛知県教育放送』が放送されていたためである（そのため、本来TOKYO FMキー局・JFN同時ネットだった『AGFコーヒータイム』が30分先行放送されていた）。

## 放送時間
- fm osaka - 月曜〜金曜 11:30〜11:50
- FM AICHI - 月曜〜金曜 11:15〜11:35（1997年4月以降fm osakaと同時刻に変更）